# Ramaz Zoidze
Ramaz Zoidze (in georgiano რამაზ ზოიძე?; Batumi, 13 febbraio 1996) è un lottatore georgiano, specializzato nella lotta greco-romana.

## Biografia
Ho ottenuto diversi titoli nelle categorie cadetti e junior ed under 23. 
Agli europei di Bucarest 2019 è stato estromesso dal polacco Mateusz Bernatek al primo turno e si è classificato undicesimo.
Il 20 marzo 2021 al torneo preolimpico europeo di Budapest, ha guadagnato la qualificazione ai Giochi olimpici estivi di Tokyo 2020 nel torneo dei 67 kg, dove si è piazzato al quinto posto, dopo la sconfitta contro il tedesco Frank Stäbler nella finale per il bronzo.
Ai mondiali di Oslo 2021 ha vinto la medaglia di bronzo nella lotta greco-romana nella categoria dei -67 kg.
Ha rappresentato la Georgia ai Giochi olimpici estivi di Parigi 2024, dove è stato eliminato agli ottavi del torneo del -67 kg dal kirghiso Amantur Ismailov.

## Palmarès
- Mondiali

Oslo 2021: bronzo nella lotta greco-romana -67 kg;
- Mondiali U23

Bucarest 2018: argento nella lotta greco-romana -72 kg;
- Europei U23

Russe 2016: bronzo nella lotta greco-romana -71 kg;
Szombathely 2017: oro nella lotta greco-romana -71 kg;
Istanbul 2018: oro nella lotta greco-romana -72 kg;
Novi Sad 2019: oro nella lotta greco-romana -72 kg;
- Mondiali junior

Salvador da Bahia 2015: oro nella lotta greco-romana -66 kg;
Mâcon 2016: oro nella lotta greco-romana -66 kg;
- Europei junior

Bucarest 2016: oro nella lotta greco-romana -66 kg;
- Mondiali cadetti

Szombathely 2011: oro nella lotta greco-romana -42 kg;
Baku 2012: argento nella lotta greco-romana -46 kg;
Zrenjanin 2013: argento nella lotta libera -58 kg;
- Europei cadetti

Varsavia 2011: bronzo nella lotta greco-romana -42 kg;
Katowice 2012: oro nella lotta greco-romana -46 kg;
Bar 2013: bronzo nella lotta libera -58 kg;